# 15203 Grishanin
15203 Grishanin eller 1978 SS6 är en asteroid i huvudbältet som upptäcktes den 26 september 1978 av den sovjetisk-ryska astronomen Ljudmila Zjuravljova vid Krims astrofysiska observatorium på Krim. Den är uppkallad efter Kirill Vladimirovich Grishanin.
Asteroiden har en diameter på ungefär 10 kilometer.